# 阿霍尔明
阿霍尔明是德国巴伐利亚州的一个市镇。总面积29.35平方公里，总人口2294人，其中男性1142人，女性1152人（2011年12月31日），人口密度78人/平方公里。